# Symfonie nr. 10 (Simpson)
Robert Simpson componeerde zijn symfonie nr. 10 in 1988.
Simpson had geen last van het 9e symfoniesyndroom, wat bij sommige componisten heerst. Zijn 10e symfonie werd gecomponeerd een jaar nadat zijn symfonie nr. 9 zijn eerste uitvoering kreeg. Zoals eerder het geval met zijn symfonieën 4 en 5 en zijn symfonieën 6 en 7 zijn de symfonieën 9 en 10 dus vlak achter elkaar gecomponeerd.

Het contrast tussen zijn negende en tiende symfonie is groot. In zijn negende is muziek te herkennen van Beethoven, Bruckner en Mahler (veel zwaar koper), in zijn tiende is alleen Ludwig van Beethoven over. De muziek is voor Simpson's doen erg licht, veel soli voor houten en hooggestemde koperen blaasinstrumenten en een schaars gebruik van pauken. Door het veel toepassen van dissonanten (soms alle chromatische tonen binnen een toonladder) krijgt de muziek een mysterieuze en (voor zover mogelijk) griezelige klank; de dissonanten lossen echter altijd op naar schone akkoorden. Vooral de overgang van deel (2) naar (3) is daar een voorbeeld van. Pas in het laatste deel is er echt werk voor de lagergestemde muziekinstrumenten. De compositie eindigt nogal abrupt, met het thema waarmee de symfonie ook begon.

## Delen
De bijna 55 minuten durende symfonie bestaat uit een traditionele vierdelige setting:
1. Allegro;
2. Allegro leggiero;
3. Andante molto mosso;
4. Largo- Allegro con brio

De symfonie is opgedragen aan dirigent Vernon Handley, die ook de première verzorgde op 16 januari 1991 met het Royal Liverpool Philharmonic Orchestra. Handley had al eerder de première van de 9e symfonie verzorgd.

## Bron
- Hyperion Records.